# Droge struwelen van Socotra
De droge struwelen van Socotra vormen een terrestrische ecoregio die de hele Socotra-archipel van Jemen omvat. Deze archipel ligt in het westen van de Indische Oceaan, tussen de Hoorn van Afrika en het Arabisch Schiereiland.
De archipel heeft een uniek en divers ecosysteem met een groot aantal endemische soorten. Van de planten is een derde endemisch. Het hoofdeiland Socotra is wel beschreven als de 'meest buitenaardse plek op aarde'. Ook wordt Socotra wel omschreven als een 'juweel van biodiversiteit in de Arabische Zee'. Uit onderzoek in de jaren 1990 door een groep biologen van de Verenigde Naties bleek dat er bijna 700 endemische soorten leefden die nergens anders voorkomen. Daarmee komt de archipel na Nieuw-Zeeland, Hawaï, Nieuw-Caledonië en de Galapagoseilanden op de vijfde plaats qua soorten.
De ecoregio staat onder steeds grotere druk van menselijke activiteiten. De status van de ecoregio wordt door het Wereldnatuurfonds omschreven als 'kritiek/bedreigd'.

## Geografie
Socotra is het meest oostelijke eiland in de Socotra-archipel en beslaat ongeveer 95% van de landmassa van de archipel. Het eiland meet ongeveer 130 bij 50 kilometer. Rond het grootste deel van het eiland ligt een kustvlakte, die tot 5 kilometer het land insteekt. De bodem van deze kustvlakte bestaat vooral uit alluviale afzettingen van steen en grof zand. In de Nogedvlakte langs de zuidkust van het eiland liggen gebieden met zandduinen. Het centrale deel van dit eiland bestaat uit een plateau van 300 tot 700 meter hoog, dat vooral uit kalksteen bestaat uit het Krijt. Het Hajhirgebergte in het noordwesten van Socotra bestaat uit precambrisch graniet en metamorf gesteente. In dit gebergte ligt ook de hoogste top van het eiland, de Mashanig (1519 meter).
Geografisch gezien zijn Socotra en de andere eilanden Samha, Darsa, Abd al-Kuri, Kal Farun en Sabunya deel van Afrika. Ze vormen namelijk een geologische en biogeografische voortzetting van de Hoorn van Afrika.

## Klimaat
Het klimaat is tropisch en vooral droog. Het wordt beïnvloed door de moessonwinden vanuit de Indische Oceaan. De zuidwestelijke moesson duurt van april tot oktober en brengt hete droge winden mee uit de Hoorn van Afrika. De noordoostelijke moesson bereikt de ecoregio tussen november een maart en brengt lagere temperaturen en meer vocht met zich mee. 
De gemiddelde jaarlijkse neerslag varieert tussen de 150 mm op de kustvlaktes tot meer dan 1000 mm in de bergen. Neerslag komt sporadisch voor op onvoorspelbare momenten. Tropische cyclonen zijn zeldzaam. 
Een belangrijke waterbron voor de planten op de eilanden is de nachtelijke dauw. De bergen onderscheppen vochtdragende winden, waardoor wolken, mist en stuwingsneerslag ontstaan. De bergen zijn ook koeler dan de laaglanden. Kleine bergstroompjes ondersteunen aquatische habitatten en kunnen tijdens de koelere en nattere wintermaanden en tijdens hevige regenval door de laaglanden stromen.

## Flora

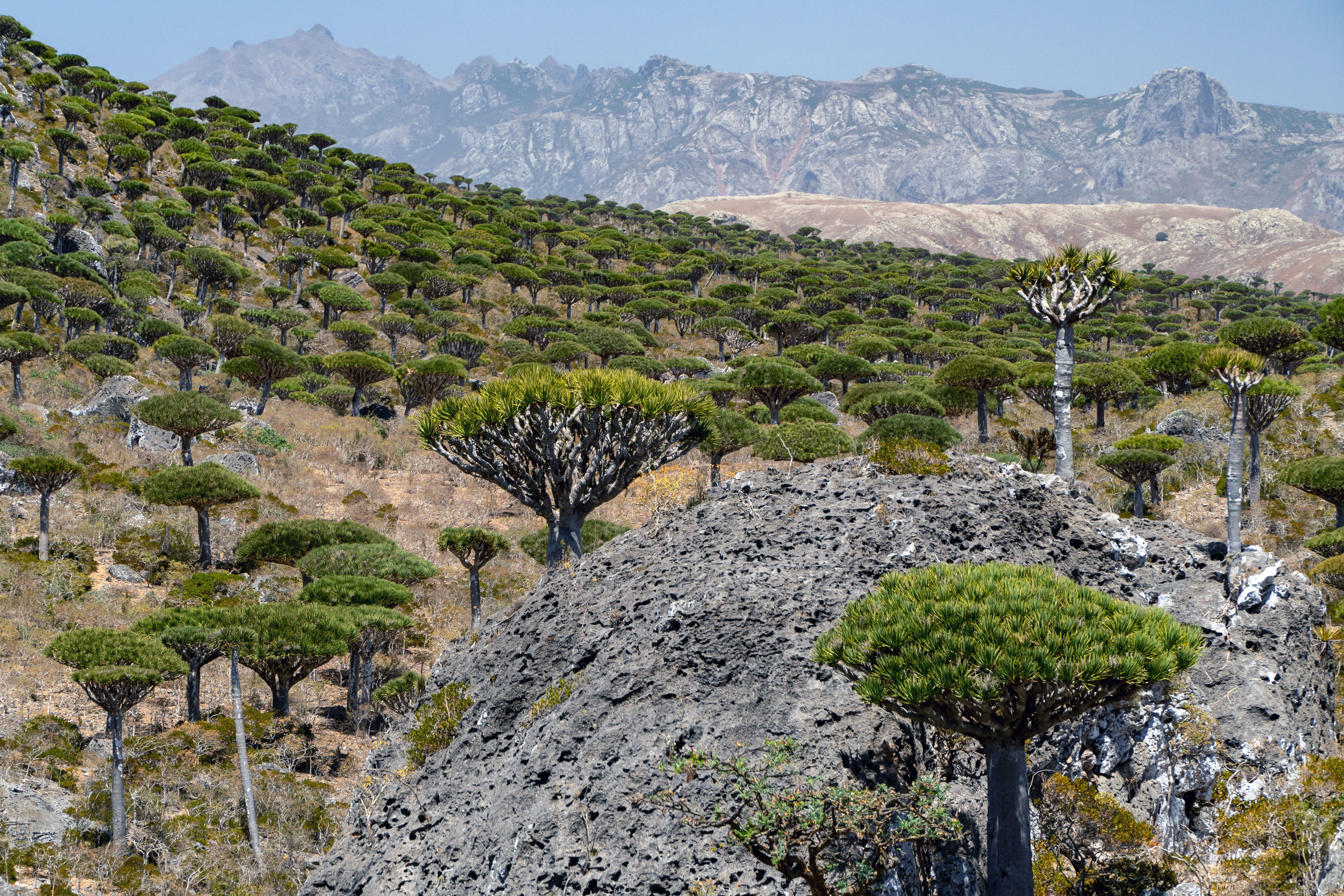
Drakenbloedbomen in het Fihrminbos op het Diksamplateau, waar zich de grootste populatie bevindt.

Als gevolg van de lange geologische isolatie van de Socotra-archipel en de felle hitte en droogte is een unieke en spectaculaire endemische plantenwereld ontstaan. Botanische veldonderzoeken onder leiding van het 'Centre for Middle Eastern Plants' van de Botanische Tuinen van Edinburgh hebben uitgewezen dat 307 (37%) van de 825 plantensoorten op Socotra endemisch zijn. In 2004 werd alle flora van de Socotra-archipel op de rode lijst van de IUCN geplaatst, waaronder 3 ernstig bedreigde en 27 bedreigde plantensoorten.
De belangrijkste vegetatie in de kustvlaktes en de lager gelegen kalkstenen uitlopers van het gebergte bestaat uit open bladverliezend struweel (struikgewas). Veel planten verliezen hun bladeren tijdens de droge zomermaanden. Er komen ook veel succulenten (vetplanten) voor die water opslaan in bladeren en stengels. De overheersende struiken zijn de endemische wolfsmelksoorten Croton socotranus en Jatropha unicostata. De succulente bomen Euphorbia arbuscula, Dendrosicyos socotranus ('komkommerboom') en Adenium obesum (ondersoort sokotranum; woestijnroos) steken boven de struweellaag uit. Tot de verhoute bomen behoren Sterculia africana (var. socotrana), Ziziphus spina-christi en soorten uit de geslachten Boswellia en Commiphora. Grassen en kruiden groeien alleen in periodes met voldoende regen.
Struwelen met semi-groenblijvende struiken en lage bomen komen voor op het kalksteenplateau en de lagere hellingen van het Hajhirgebergte. De overheersende struiken zijn Rhus thyrsiflora, Buxus hildebrandtii, Dirichletia obovata en soorten uit het geslacht Croton.
Op de hogere berghellingen groeit dicht struikgewas met soorten als Rhus thyrsiflora, Cephalocroton socotranus en Allophylus rhoidphyllus. Boven de struweellaag rijst de drakenbloedboom (Dracaena cinnabari) op, een vreemd uitziende parapluvormige boom die een icoon vormt van het eiland Socotra. Andere plantengemeenschappen in de hogere berggebieden omvatten laag struikgewas dat wordt gedomineerd door hertshooi, antropogene weilanden en rotspartijen met korstmossen en lage kussenplanten, waaronder de endemische soorten Nirarathamnos asarifolius en soorten uit het geslacht Helichrysum.
De drakenbloedboom is een van de meest opvallende planten van Socotra. Men dacht dat het rode sap het drakenbloed van de voorouders was. Het sap was gewild als kleurstof en tegenwoordig wordt het gebruikt als verf en vernis. De verschillende endemische aloë's van Socotra werden vroeger gebruikt als geneesmiddel en voor cosmetica. Andere endemische planten zijn de gigantische vetplant Dorstenia gigas, de komkommerboom Dendrosicyos socotranus, de zeldzame Socotraanse granaatappel (Punica protopunica), Aloë perryi en Boswellia socotrana.

## Fauna
Ook de fauna van de eilanden omvat verschillende endemische soorten. Onder de 178 bekende vogelsoorten zijn een aantal endemische soorten, zoals de Socotrabuizerd, Socotradwergooruil, Socotraspreeuw, Socotrahoningzuiger, Socotragors, Socotragraszanger, Socotramus, Socotragoudvleugelvink, Abd-al-kurimus en de Incanagraszanger (Incana incana). Veel van deze vogelsoorten worden bedreigd door predatie door niet-inheemse wilde katten.
Op Socotra leven ongeveer 15 zoogdiersoorten. Er zijn vier soorten vleermuizen; Rhinopoma cystops, Rhinolophus clivosus, Asellia italosomalica en de endemische Hypsugo lanzai. Rhinopoma cystops is op alle eilanden waargenomen, de andere drie soorten alleen op het eiland Socotra. De andere zoogdieren zijn door mensen geïntroduceerd. Zo is de in de laaglanden voorkomende Socotraanse wilde ezel een verwilderde populatie van de gewone (Afrikaanse) wilde ezel. Geïntroduceerde veesoorten zijn dromedarissen, runderen en geiten, waarbij de laatste ook deels verwilderd zijn. Andere geïntroduceerde zoogdieren zijn de huiskat, Indische civetkat, zwarte rat, huismuis, wimperspitsmuis en de Madagaskarspitsmuis.
Socotra telt 31 soorten reptielen. Afgezien van twee recent geïntroduceerde soorten (Hemidactylus robustus en Hemidactylus flaviviridis) zijn alle reptielsoorten endemisch. Er is een zeer hoog niveau van endemisme bij zowel soorten (29 van de 31: 94%) als geslachten (5 van de 12: 42%). Op soortniveau kan de endemiciteit nog hoger zijn, aangezien fylogenetische studies een substantiële verborgen diversiteit hebben blootgelegd. Tot de reptielensoorten behoren skinken, pootloze hagedissen en een kameleonsoort; Chamaeleo monachus.
Er zijn veel endemische ongewervelden, waaronder verschillende spinnen (zoals de tarantula Monocentropus balfouri) en drie soorten zoetwaterkrabben (Socotra pseudocardisoma en twee soorten uit het geslacht Socotrapotamon). Op Socotra komen 60 endemische vlinder- en mottensoorten voor, waaronder Bicyclus anynana.
Rond Socotra liggen koraalriffen, die eveneens veel endemische soorten tellen.

## Menselijke invloeden
Door 2000 jaar menselijke bewoning is het milieu van de eilanden langzamerhand veranderd. Volgens de Britse zoöloog Jonathan Kingdon vertegenwoordigen de overgebleven dieren en planten een 'gedegradeerde fractie van wat ooit bestond'. In de 1e-eeuwse Periplus van de Erythreïsche Zee staat dat er toen krokodillen en grote hagedissen voorkwamen, waarvan de huidige reptielenpopulatie slechts een zwaar gereduceerd restant lijkt te zijn. Tot een aantal eeuwen geleden waren er op het eiland Socotra rivieren en draslanden, grotere populaties endemische bomen en graslanden. De Portugezen schreven begin 17e eeuw dat er waterbuffels voorkwamen. Nu zijn er alleen nog zandkreken. Veel endemische soorten overleven alleen op vochtigere plekken of waar ze beschermd worden tegen het vee. Veel soorten worden bedreigd door geiten en andere geïntroduceerde soorten.
In 2000 werd door de Jemenitische regering een zoneringsplan ingesteld waarbij ruim 72 procent van het eiland Socotra aangewezen tot nationaal park. 2,5% werd aangewezen tot natuurreservaat (nature sanctuary), waaronder Homhil, Skent (of Skand; locatie van de drakenbloedbomen), Sarahin, Neet, Wadi Shuab, Shuab Mangrove, Tatwaw, Djabel Salah (zuidoosten Abd al-Kuri), Samha (kalksteenhelling), Darsa (hele eiland), Kaal Faraon (eiland Kal Farun) en Sabonia. In 2008 werd de archipel aangewezen tot UNECO-werelderfgoed.
Tijdens de Jemenitische Burgeroorlog kwam het eiland geïsoleerd te liggen van de rest van het land, waardoor de gasprijzen stegen en bewoners noodgedwongen overgingen tot het kappen van bomen voor brandstof.